# Albrechtsberg an der Großen Krems
Albrechtsberg an der Großen Krems je městys v okrese Kremže v rakouské spolkové zemi Dolní Rakousy.

## Geografie
Albrechtsberg an der Großen Krems leží ve Waldviertelu (Lesní čtvrť) v Dolních Rakousích. Plocha městyse je 28,72 kilometrů čtverečních a 41,31 % plochy je zalesněno.

### Katastrální území
Městys sestává z katastrálních území:
- Albrechtsberg an der Großen Krems
- Arzwiesen
- Attenreith
- Els
- Eppenberg
- Gillaus
- Harrau
- Klein-Heinrichschlag
- Marbach an der Kleinen Krems
- Purkersdorf

## Historie

### Vývoj počtu obyvatel
- 1971 1305
- 1981 1235
- 1991 1103
- 2001 1100
- 2008 1089

## Politika
Starostkou městyse je Ingrid Kleber.
V obecním zastupitelstvu městyse je 19 křesel, která jsou po volbách dne 14. března 2010 podle získaných mandátů rozdělena takto:
- ÖVP 10
- SPÖ 3
- UGL 6

## Hospodářství a infrastruktura
Nezemědělských pracovišť bylo při sčítání lidu v roce 2001 33, zemědělských a lesnických pracovišť bylo v roce 1999 138. Počet výdělečně činných obyvatel v místě bydliště bylo při sčítání lidu 2001 511, tj. 47,63 %.